# Ray Hanken
Raymond George „Ray“ Hanken (* 3. Dezember 1911 in Oelwein, Iowa; † 29. November 1980 in Vienna, West Virginia) war ein US-amerikanischer American-Football-Spieler und -Trainer. Er spielte End in der National Football League (NFL) bei den New York Giants.

## Spielerlaufbahn
Ray Hanken besuchte in seiner Geburtsstadt die Highschool und studierte nach seinem Schulabschluss von 1934 bis 1936 an der George Washington University. Er spielte an seinem College Football für die George Washington Colonials. In seinem letzten Spieljahr fungierte er als Mannschaftskapitän der Colonials. Sein College zeichnete ihn in allen drei Studienjahren aufgrund seiner sportlichen Leistungen aus. Nach dem Studium schloss sich Hanken im Jahr 1937 den von Steve Owen betreuten New York Giants an. Owen setzte Hanken in der Offense der Mannschaft als End ein. Er war damit eine der Anspielstationen von Quarterback Ed Danowski. 1938 konnten die Giants in der Regular Season acht von elf Spielen gewinnen und zogen mit dieser Leistung in das NFL-Endspiel gegen die von Curly Lambeau betreuten Green Bay Packers ein. Die Giants konnten sich in dem Endspiel mit 23:17 durchsetzen. Hanken erhielt durch diesen Meisterschaftsgewinn eine Siegprämie von 900 US-Dollar und wurde zudem in diesem Jahr in den Pro Bowl gewählt.

## Trainerlaufbahn
Nach der Saison 1938 kehrte Hanken an sein altes College zurück und wurde dort Footballtrainer. Von 1943 bis 1946 diente er als Lieutenant Junior Grade in der United States Navy im Zweiten Weltkrieg. Nach Beendigung seines Militärdienstes setzte er seine Trainerlaufbahn an der George Washington University fort. Im Jahr 1957 stand er als Assistenztrainer mit seiner Mannschaft im Sun Bowl. Gegner in diesem Spiel war die Mannschaft der University of Texas at El Paso, die mit 13:0 geschlagen werden konnte. Raymond Hanken wurde im Jahr 1976 in die George Washington University Athletic Hall of Fame aufgenommen. Er starb im Jahr 1980 und ist auf dem Culpeper National Cemetery in Culpeper, Virginia, beerdigt.